# Wit wolschijfje
Het wit wolschijfje (Lachnella villosa, synoniem: Cyphella villosa) is een schimmel behorend tot de familie Niaceae. Het leeft saprotroof, met name op takjes van loofbomen en dode stengels van (grotere) kruidachtige planten.

## Kenmerken

### Uiterlijke kenmerken
De schimmel heeft een paddenstoel met een eenjarig vruchtlichaam in de vorm van een schijfvormige kom. Het vruchtlichaam heeft een diameter tot 1 mm en de rand is in droge toestand naar binnen gekruld. De steel ontbreekt. Het buitenoppervlak is witachtig en dicht behaard. Het hymeniale oppervlak is wit tot crèmekleurig. De randharen zijn dikwandig, cilindrisch, puntig en fijn ingelegd over de gehele lengte.

### Microscopische kenmerken
Het wit wolschijfje heeft een monomitisch hyfensysteem. De hyfen zijn tot 4 μm breed, dunwandig, vertakt, met gespen. Cystidia zijn lancetvormig, 40–60 × 7–8 μm met een gesp aan de basis. Basidia zijn knotsvormig, met gutulae, 4-sterigmata, 40–50 × 10–12 μm, met een gesp aan de basis. Basidiosporen zijn eivormig tot cilindrisch van vorm, asymmetrisch, glad, hyaliene, met talrijke gutulae en meten 7–12 × 5–8 μm.

## Verspreiding
Deze soort komt voor in Noord-Amerika, Europa, Azië, Australië en Nieuw-Zeeland. Het is wijdverspreid in Europa.
In Nederland komt het wit wolschijfje vrij algemeen voor. Het staat niet op de rode lijst en is niet bedreigd.

## Naamgeving
De wetenschappelijke naam werd in 1801 door Christiaan Hendrik Persoon gepubliceerd als Peziza villosa. De huidige naam, erkend door Index Fungorum, werd er in 1951 aan gegeven door Marinus Anton Donk.

## Foto's

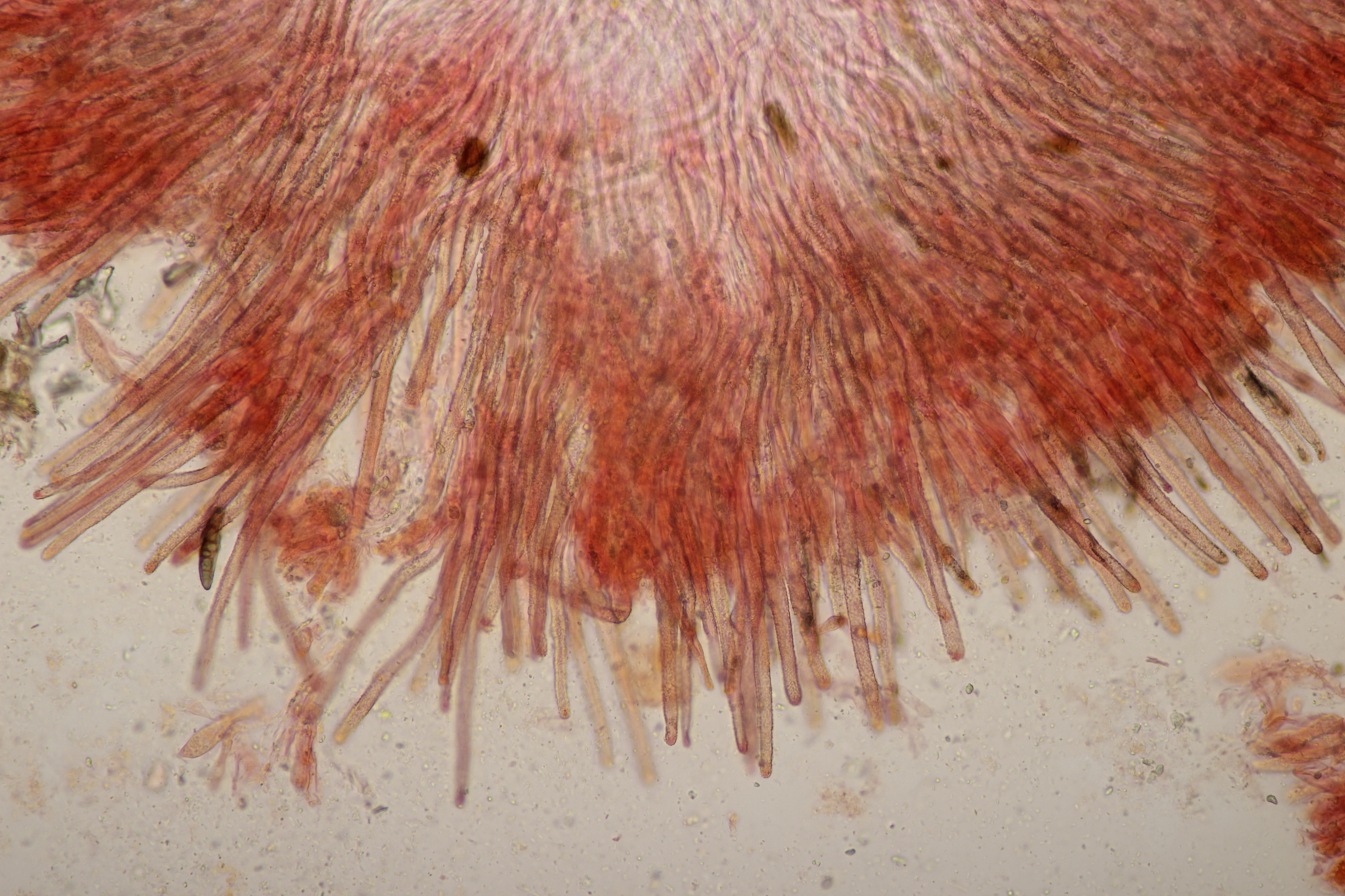
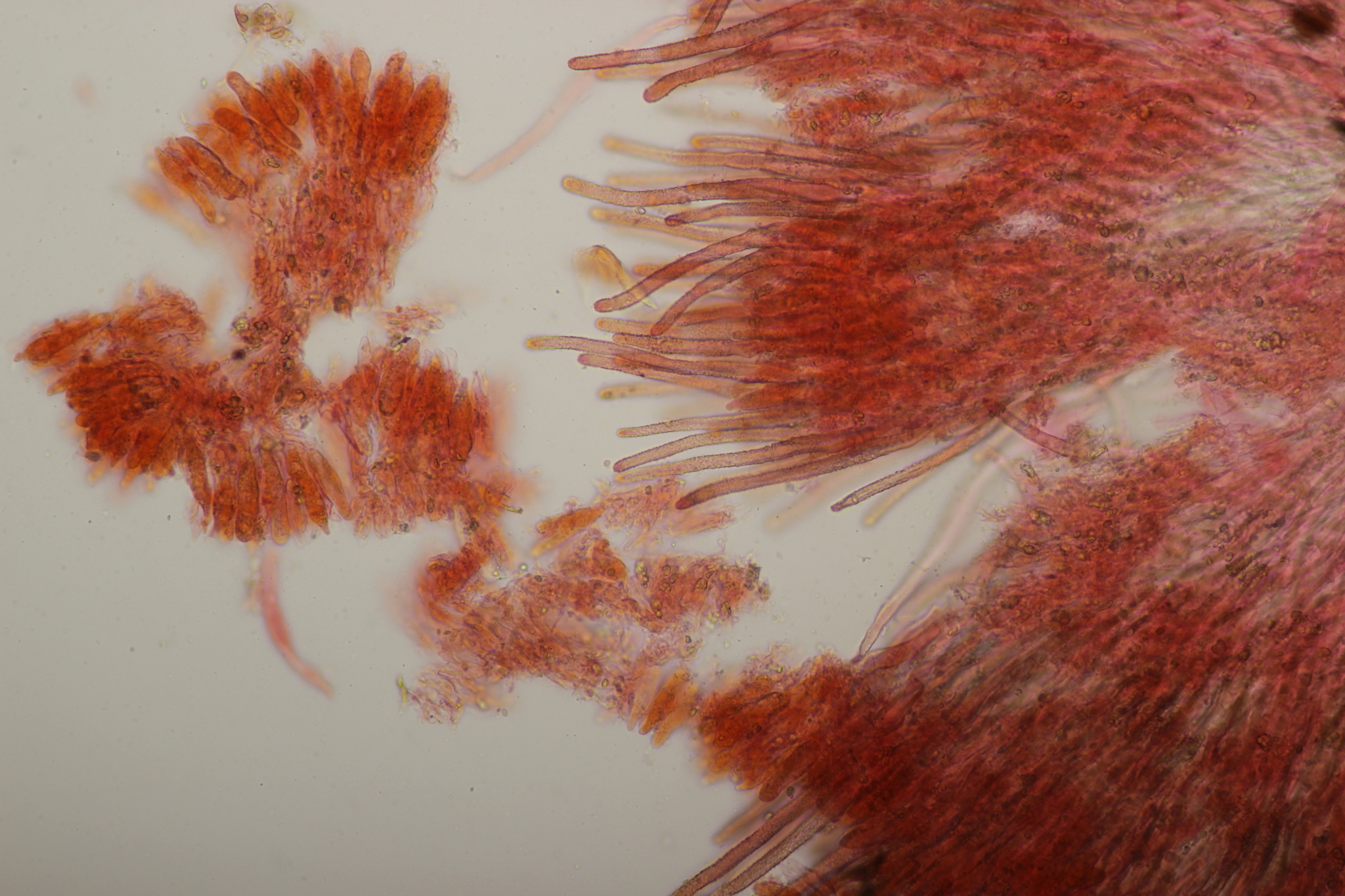
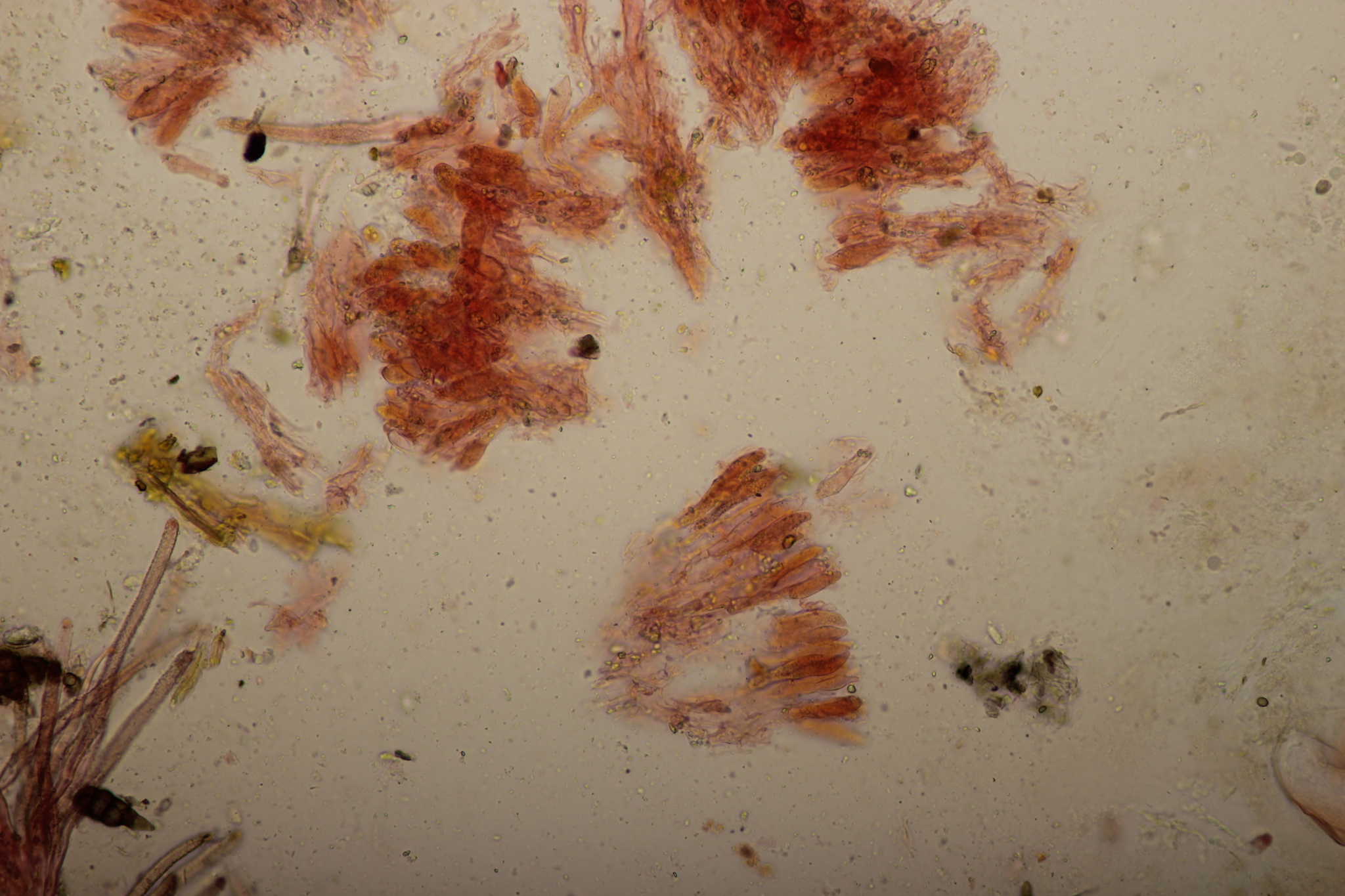